# Sermaise (Essonne)
Sermaise é uma comuna francesa na região administrativa da Ilha-de-França, no departamento de Essonne. Estende-se por uma área de 13,6 km². Em 2010 a comuna tinha 1 650 habitantes (densidade: 121,3 hab./km²).